# La Canción de las Bestias
La Canción de las Bestias é uma canção do roqueiro argentino Fito Páez lançada como segundo single de trabalho do álbum La Conquista del Espacio, de 2020.
A música foi a vencedora da categoria "Melhor Canção de Pop/Rock", na 21ª edição do prêmio Grammy Latino.
Sobre a canção, Páez disse o seguinte:

## Videoclipe
O videoclipe da canção foi gravado de forma caseira. Pippa, Rompo, e Taboada & Zimerman participaram da produção.

## Prêmios e Indicações
| Ano  | Prêmio            | Categoria                 | Música Indicada             | Resultado | Ref.  |
| ---- | ----------------- | ------------------------- | --------------------------- | --------- | ----- |
| 2020 | 21º Grammy Latino | Melhor Canção de Pop/Rock | "La Canción de las Bestias" | Venceu    | [ 2 ] |